# Agrochola pomazensis
Agrochola pomazensis là một loài bướm đêm trong họ Noctuidae.